# Ottignies
Ne doit pas être confondu avec Dottignies.
Ottignies (en wallon Ocgniye, Okgni ou Oknî en wallon d'Ottignies) est une section de la ville belge d'Ottignies-Louvain-la-Neuve, située en Région wallonne dans la province du Brabant wallon.
C'était une commune à part entière avant la fusion des communes de 1977.
Avec 10 166 habitants au 1er janvier 2020, Ottignies est la deuxième section la plus peuplée de la commune, derrière Louvain-la-Neuve

## Étymologie
Le nom Otengnies est attesté en 1213.
Il dériverait d'un étymon Ottiniacas désignant les terres (suffixe germano-roman -iniacas) d'un seigneur ou d'une famille germanique :
- propriétés de Otto (Otton ou Othon)
- propriétés des Uhto ou Otta

Otton aurait été un colon-soldat franc de l'époque carolingienne qui obtint un vaste domaine chevauchant la Dyle en échange de ses services.
Un autre étymon possible serait le substantif germanique otter, la loutre.

## Démographie
- Sources:INS, Rem:1831 jusqu'en 1970=recensements, 1976= nombre d'habitants au 31 décembre

## Histoire

### Les origines
En 1197, un Godefroid d'Otenies, seigneur de Gentines, époux de Beatrice de Limale est attesté.
En 1213, la paroisse dédiée à saint Remi est mentionnée et un relevé de 1260 signale un château, un marché, un moulin, une brasserie et une franche taverne.
Au XIVe siècle, Ottignies appartient à la famille de Sombreffe. Elle passe ensuite, avec Mousty, à la famille de Virnembourg.
De 1602 à 1731, les Spangen, famille dont le château était érigé sur le territoire actuel de Rotterdam, furent seigneurs d'Ottignies. La famille vendit en 1731 la seigneurie d'Ottignies à la famille Palma-Carillo qui la conserva jusqu'à la fin du régime féodal, en 1809.
La commune d'Ottignies fut alors créée. Elle faisait partie du canton de Wavre, de l'arrondissement de Nivelles, du département de la Dyle.
En 1819, le premier bourgmestre d'Ottignies est le baron P. de Marcq de Tiège.

### La période industrielle
Le village s'est développé à partir de 1850 avec l'ouverture d'une chaussée pavée et la construction du chemin de fer, qui attirèrent de nombreuses usines, des ouvriers et des cheminots. En 1850, Ottignies est choisie au détriment de Wavre comme nœud ferroviaire important, à l'intersection de la ligne Bruxelles-Luxembourg et de la ligne Louvain-Charleroi, qui appartenaient à des compagnies privées différentes. À l'ouverture de la section La Hulpe-Gembloux, un arrêt est prévu à Ottignies. Un bâtiment de gare provisoire est installé en 1858, avant que ne soit construite, en 1884, une gare de style néo-classique, due à Charles Licot. Dans les années 1920, un dépôt de locomotives, désormais disparu, est réalisé en bordure des voies, sur des terrains situés dans la commune de Limelette.
Ottignies est l'enjeu de violents combats entre la 2e division d'infanterie nord-africaine française et l’armée allemande, au cours de la bataille de la Dyle, en 1940, occasionnant la destruction d'un grand nombre de maisons. La ville d'Ottignies – surtout sa gare – fut bombardée par les Alliés en avril et mai 1944.

## Lieux et monuments

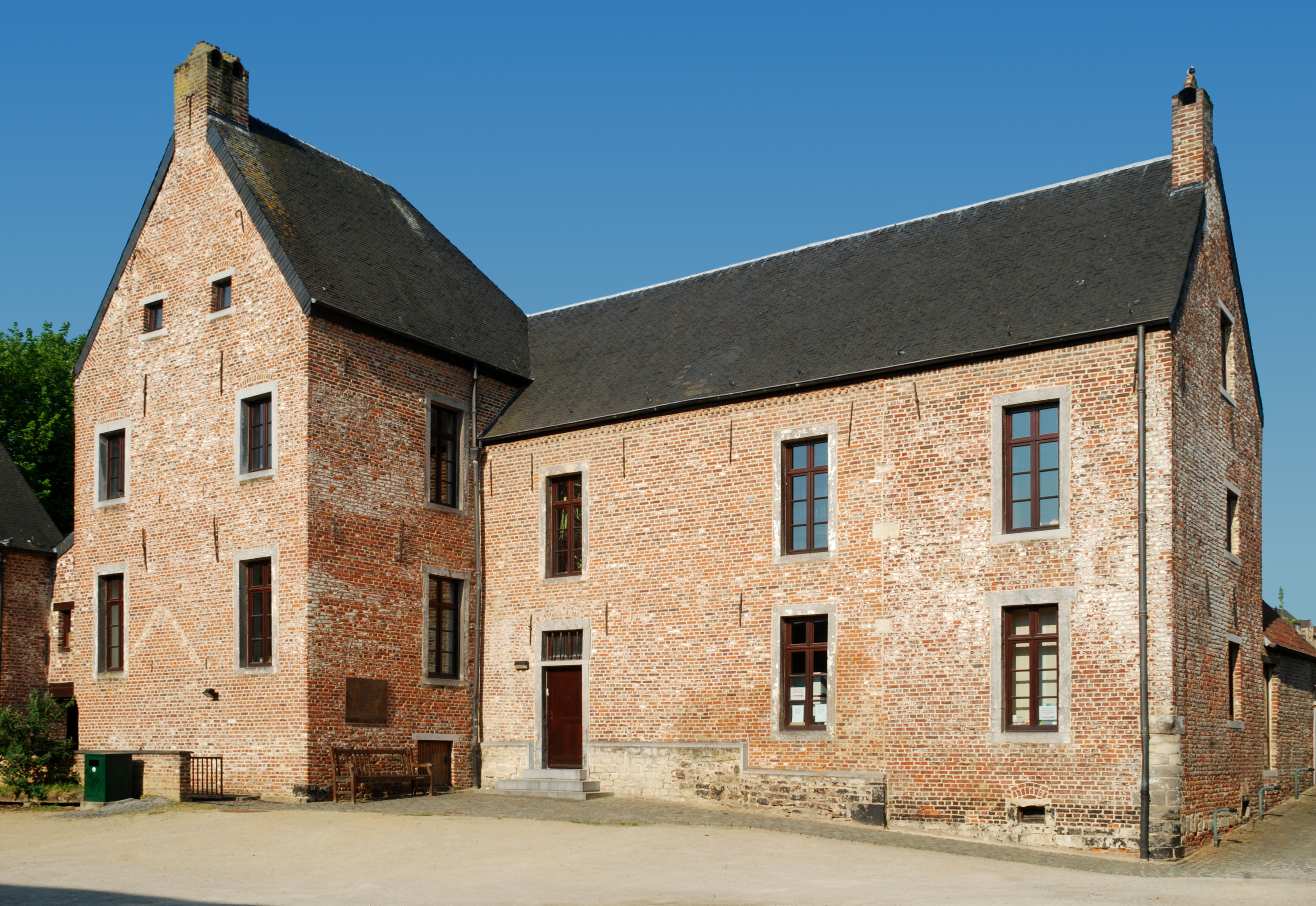
La ferme du Douaire.

### Architecture rurale
- La ferme du Douaire

### Architecture médiévale
- Le château d'Ottignies est un château d'origine médiévale établi sur une hauteur qui domine l'église Saint-Rémi d'Ottignies

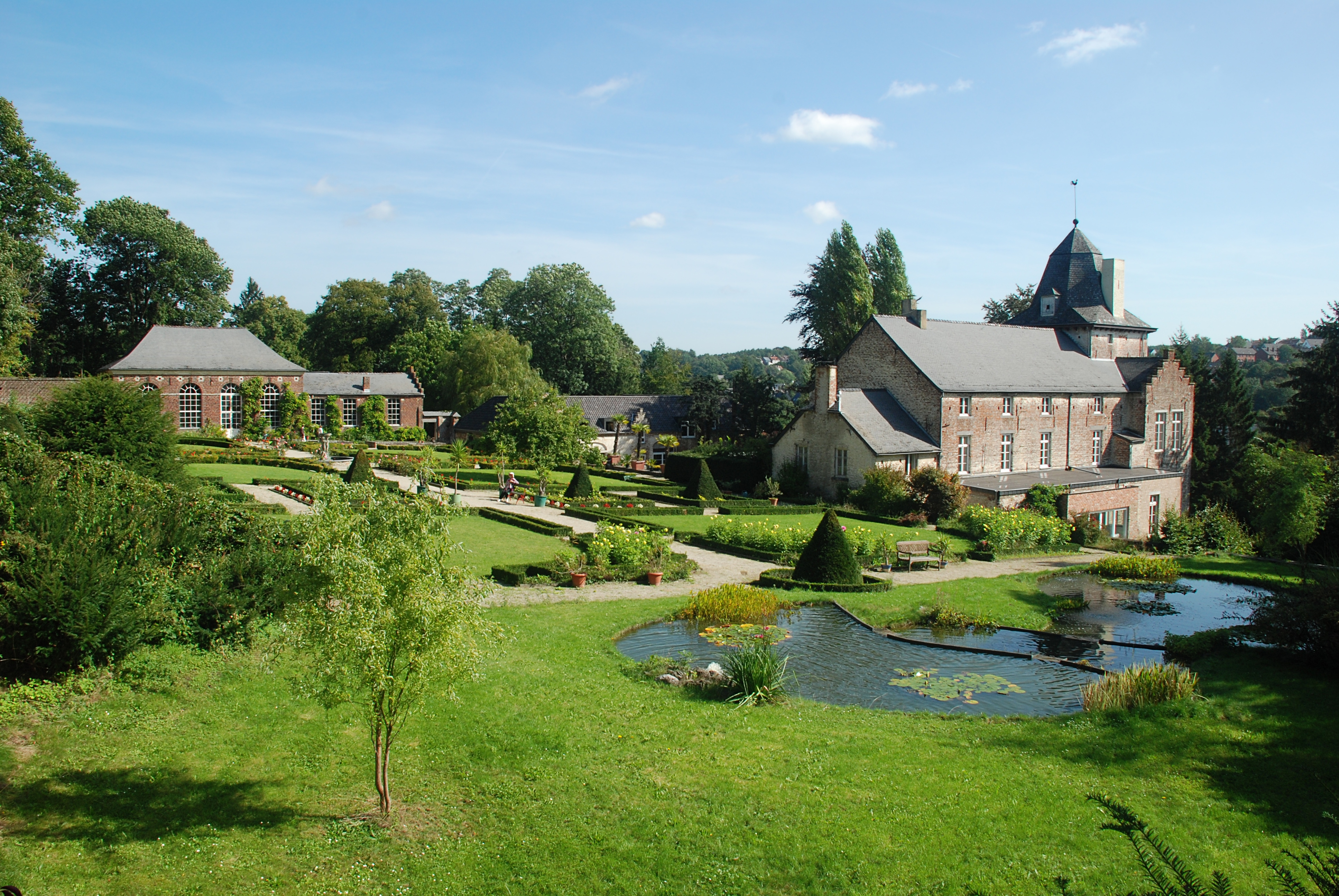
Le château d'Ottignies.
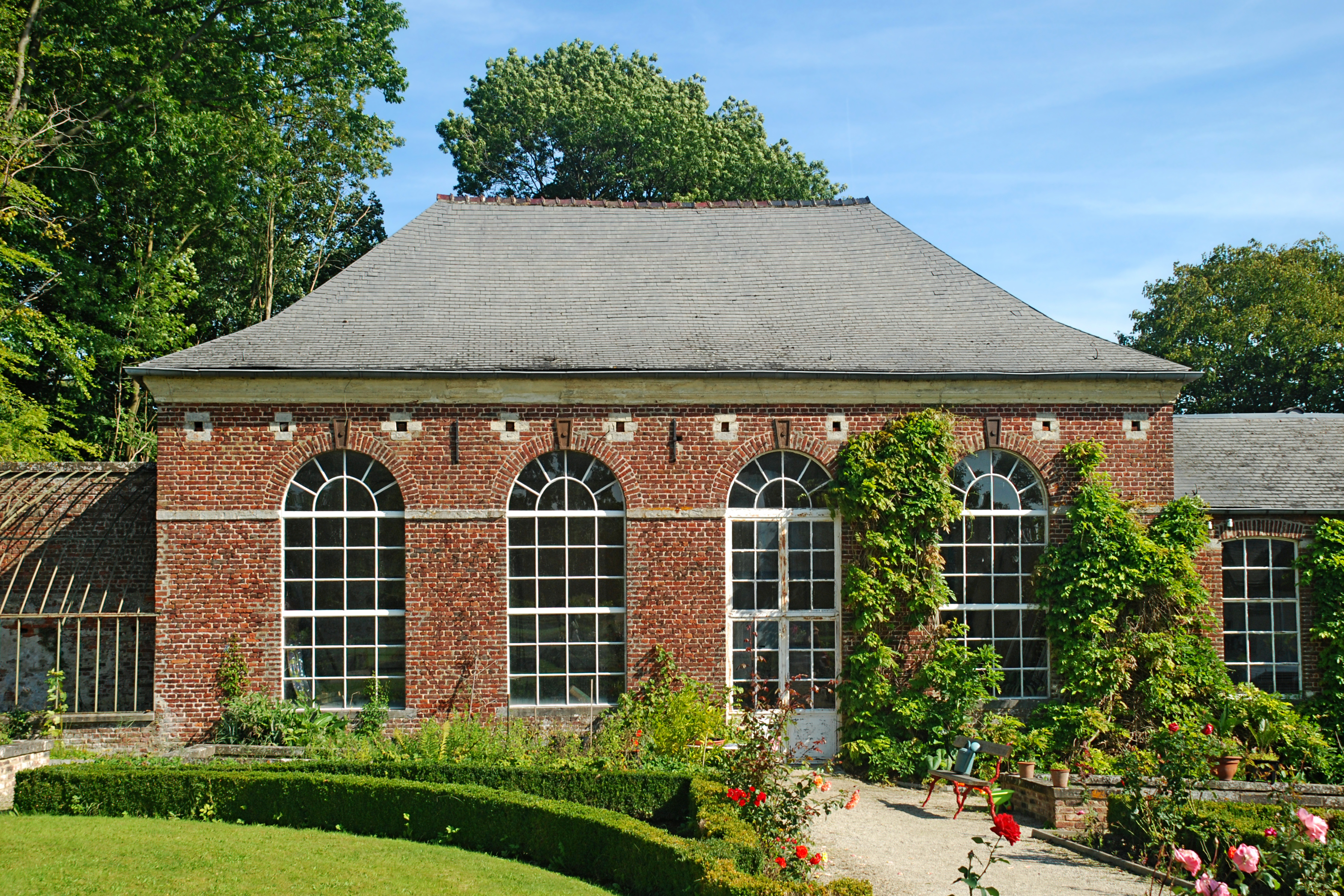
L'orangerie du château d'Ottignies.

### Architecture classique
- L'église Saint-Rémi d'Ottignies est une église de style classique qui se distingue par l'utilisation de superbes blocs de grès ferrugineux au niveau du soubassement, des chaînages d'angle et de l'encadrement des baies.

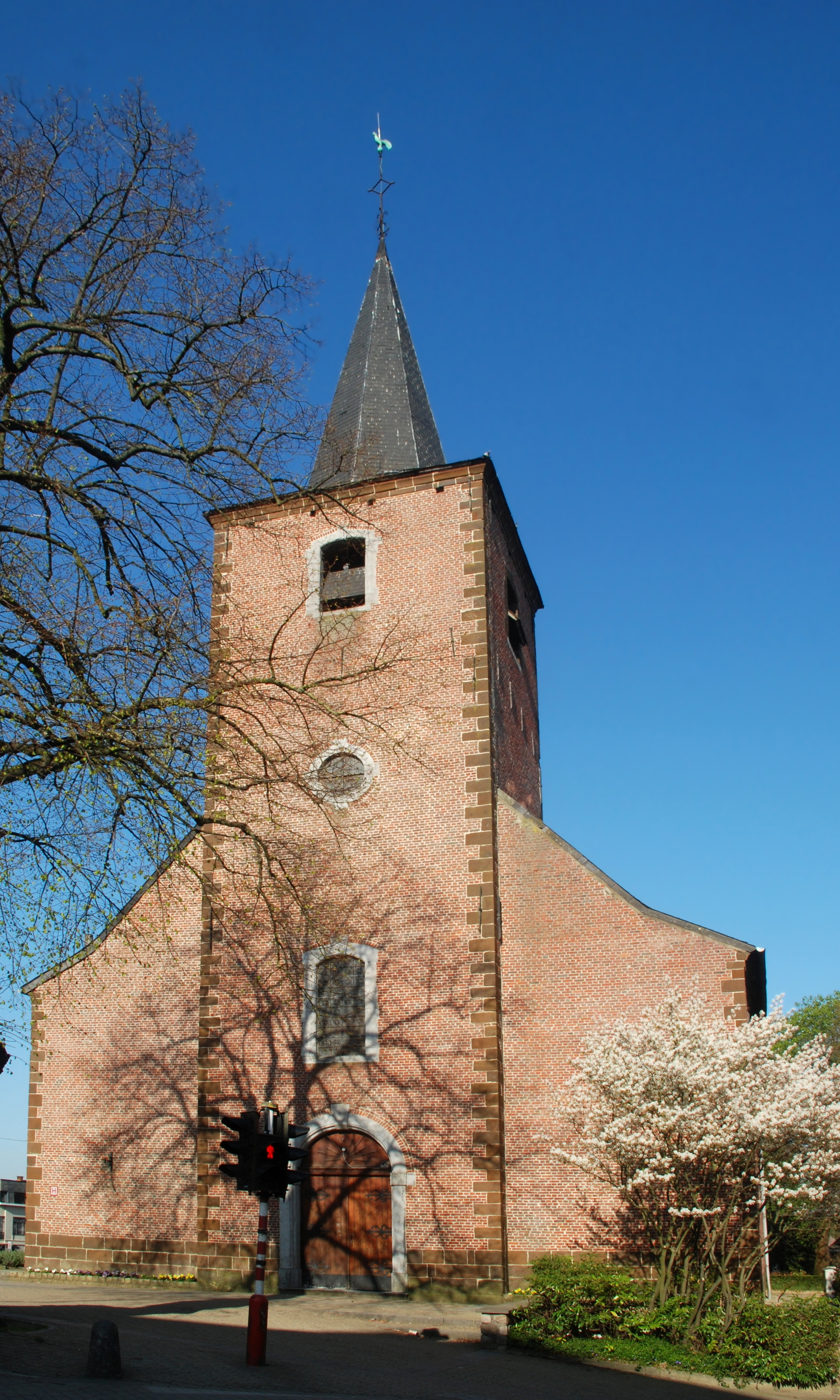
La façade et le clocher en 2010, avant la perte du tilleul centenaire.
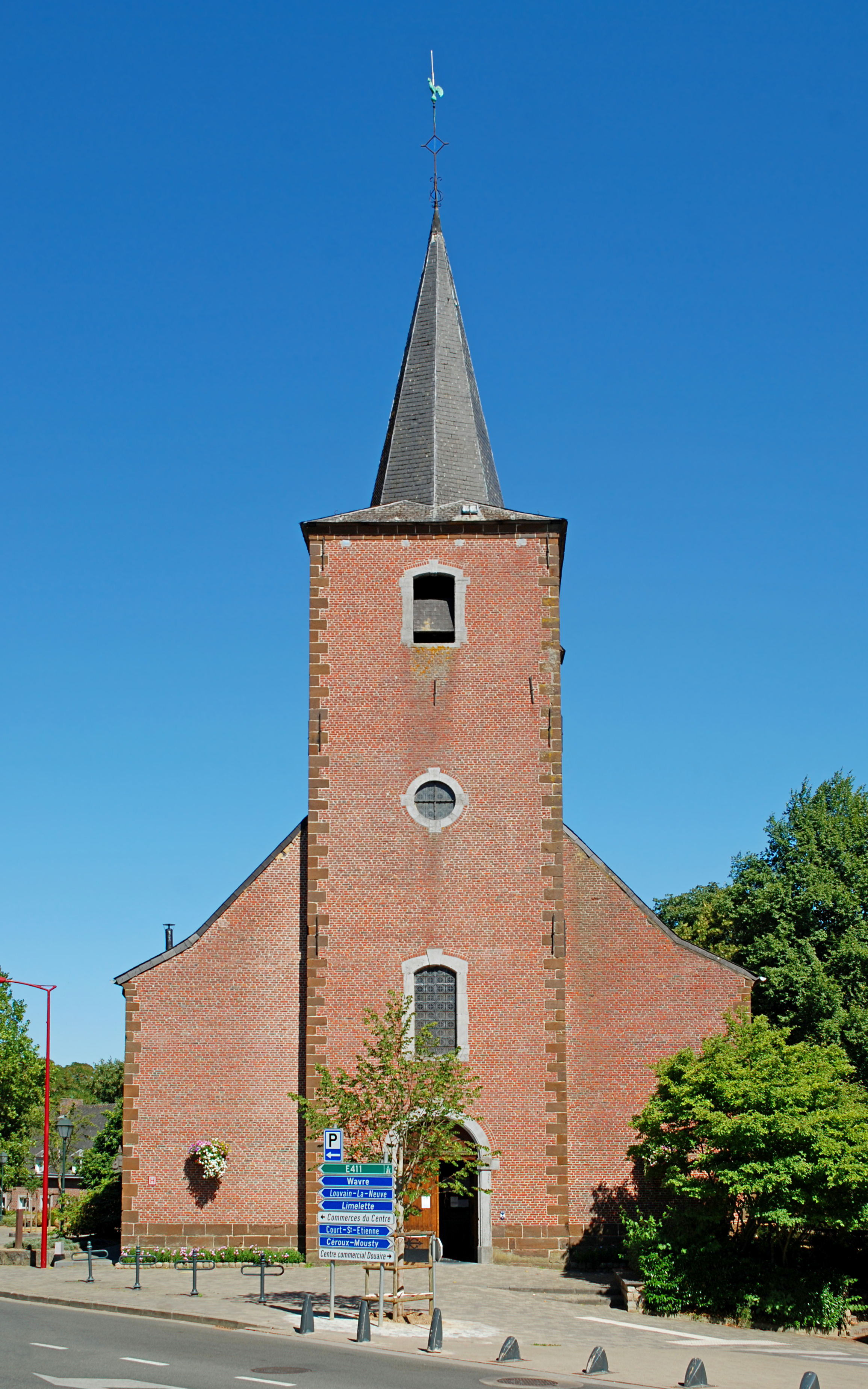
Église Saint-Rémi d'Ottignies en 2018 après la perte du tilleul centenaire.
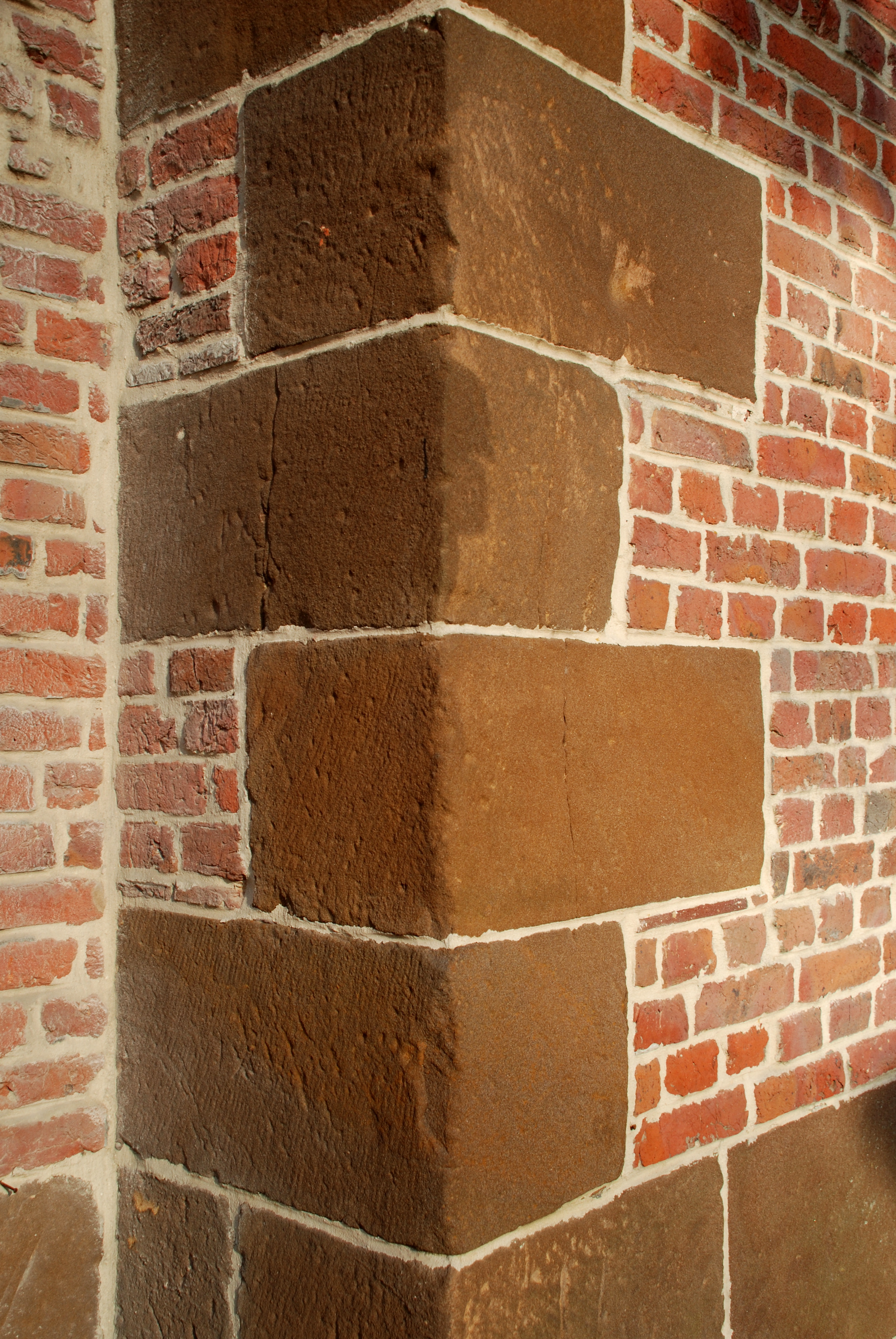
Chaînage d'angle en grès ferrugineux.
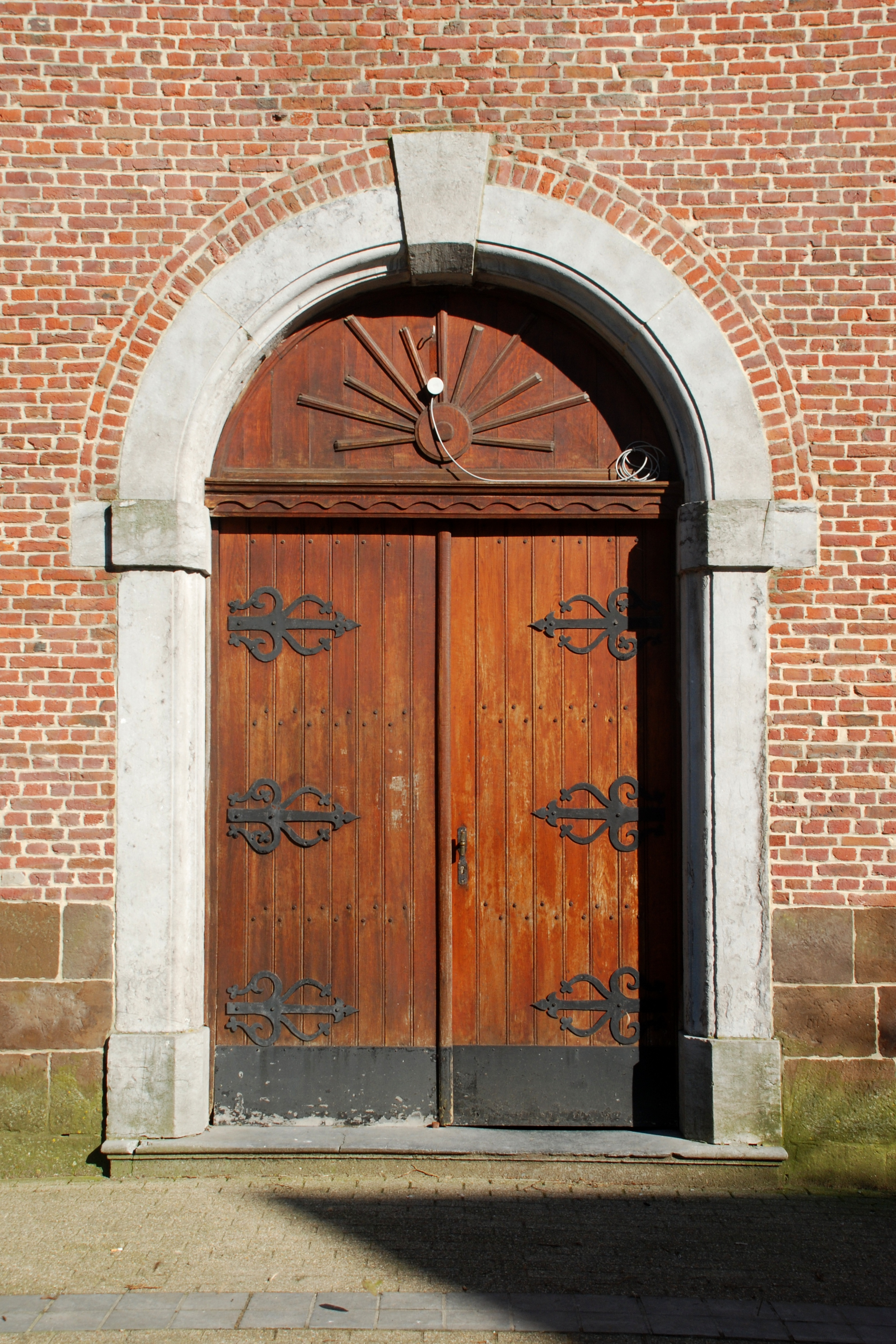
Le portail classique.

### Architecture éclectique
- La maison communale est un édifice de style éclectique résultant de la fusion d'une école de filles et d'une école de garçons construites en 1881. Chacune des ailes comporte une tour carrée surmontée d'une toiture en forme de bulbe.

### PatrimoineArt nouveau

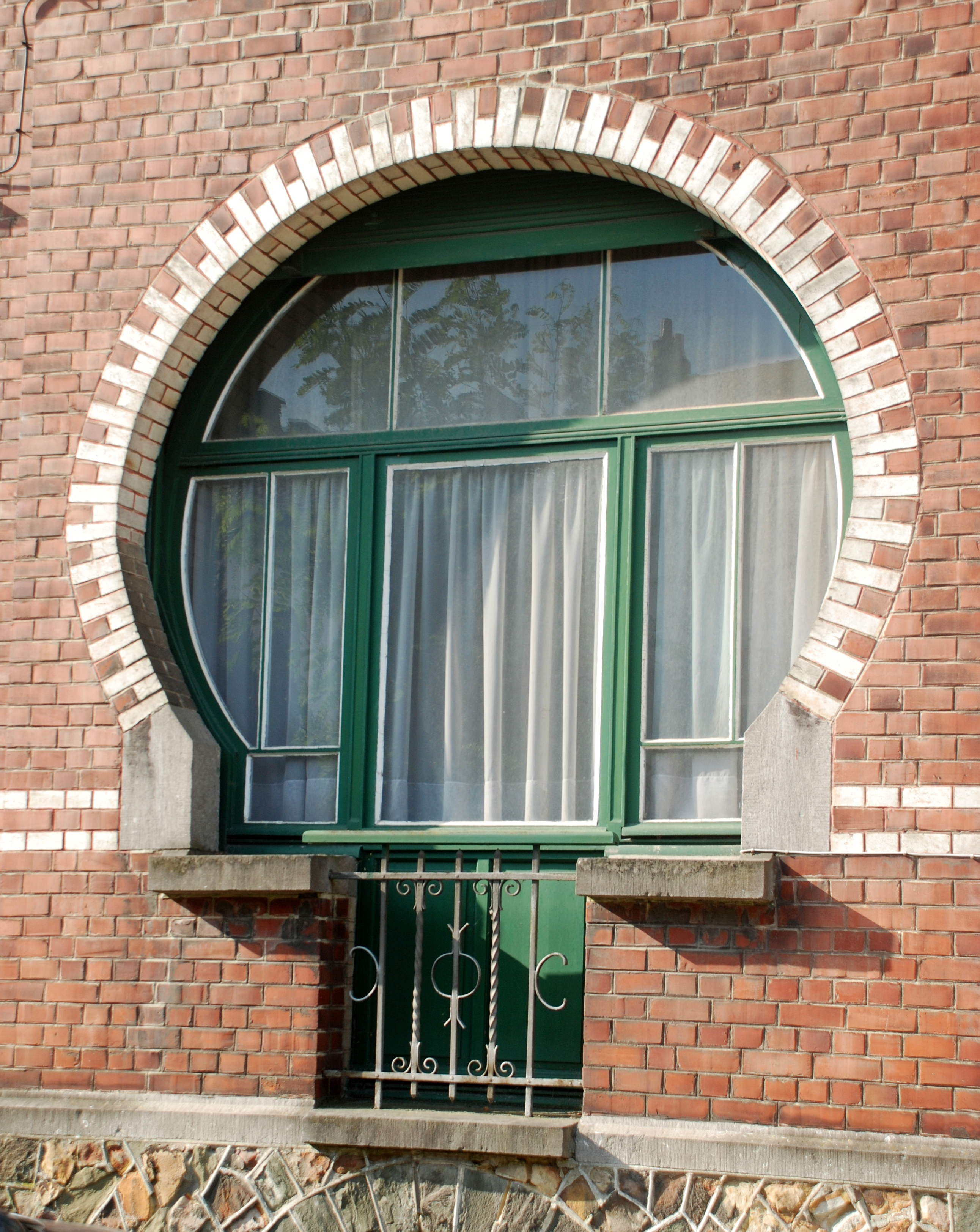
Fenêtre Art nouveau, chaussée de La Croix n° 22.

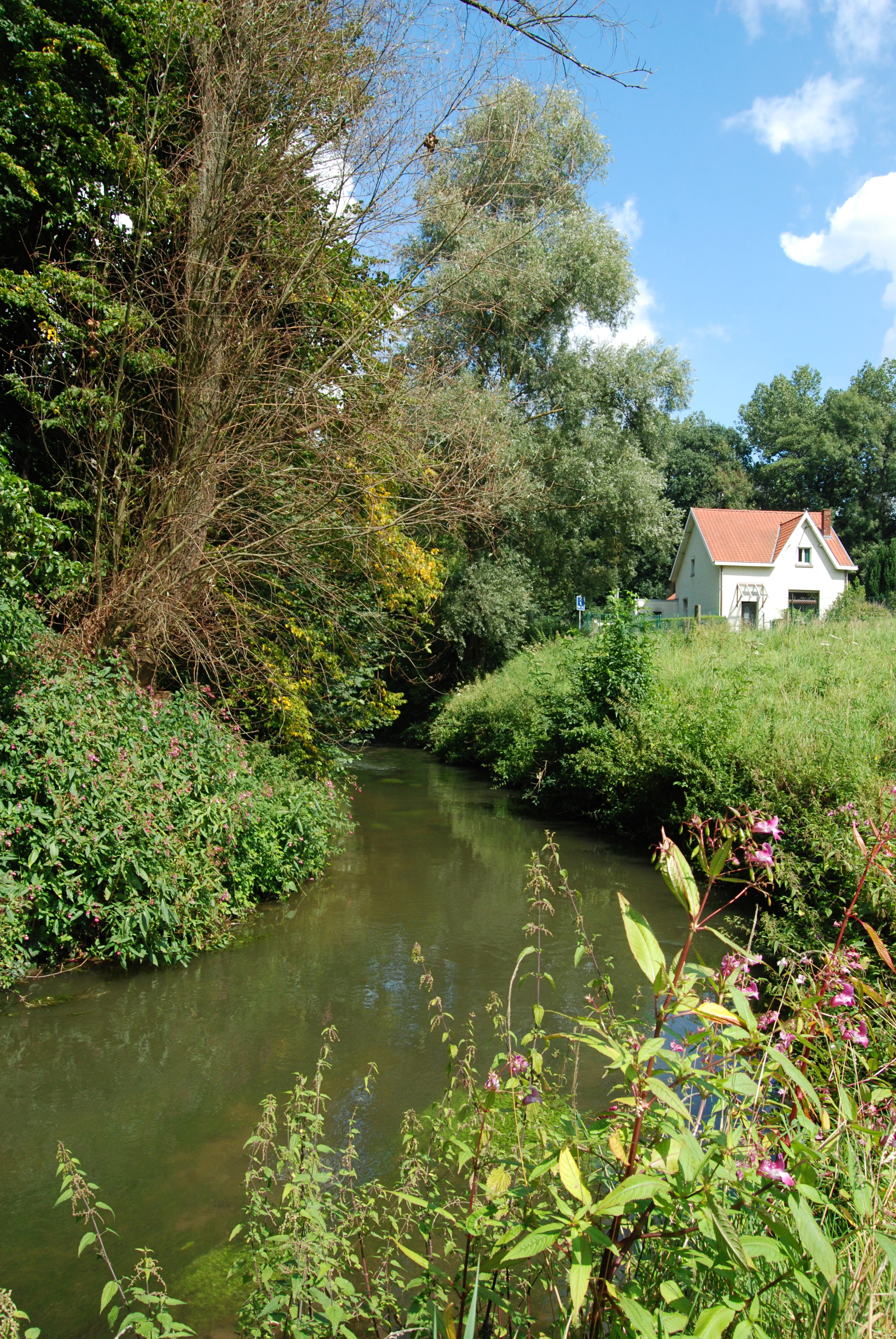
La Dyle à Ottignies.

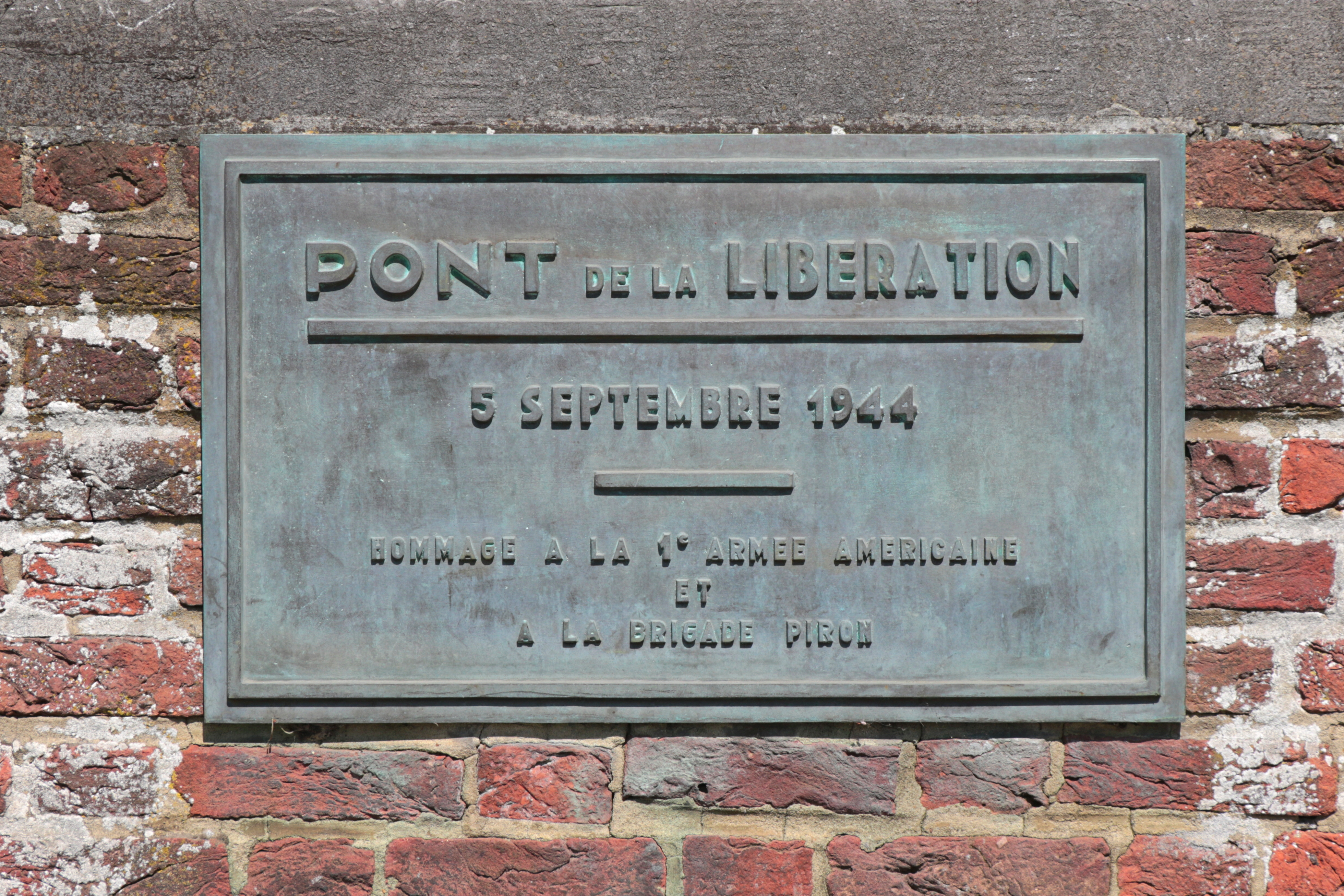
Plaque à la gloire de la 1re armée américaine et de la brigade Piron sur le « Pont de la Libération » à Mousty.

Ottignies présente plusieurs témoins de l'architecture et des arts décoratifs Art nouveau :
- maisons à fenêtre circulaire typique de l'Art nouveau géométrique :
  - chaussée de La Croix, 16 et 22
- sgraffites :
  - chaussée de La Croix n° 13 (sgraffites de Paul Cauchie ? ; fort abîmés)
- menuiseries d'inspiration Art nouveau :
  - « Villa Marie » avenue du Roi Albert n° 7 (1912)
  - « Villa Les Rochettes » avenue du Roi Albert n° 9 (1912)
  - avenue des Combattants, 9 et 17

### PatrimoineArt déco
Ottignies présente également l'une ou l'autre façade en cimorné, caractéristique de l'Art déco rural :
- place des Déportés, 1

### Patrimoine industriel
- Gare d'Ottignies (détruite)
- Bâtiment de la Tannerie
- Entrepôts Decoux
- Ancienne clinique Saint-Pierre
- Hôtels de la Gare et Duchêne
- Cabine de transformateur électrique

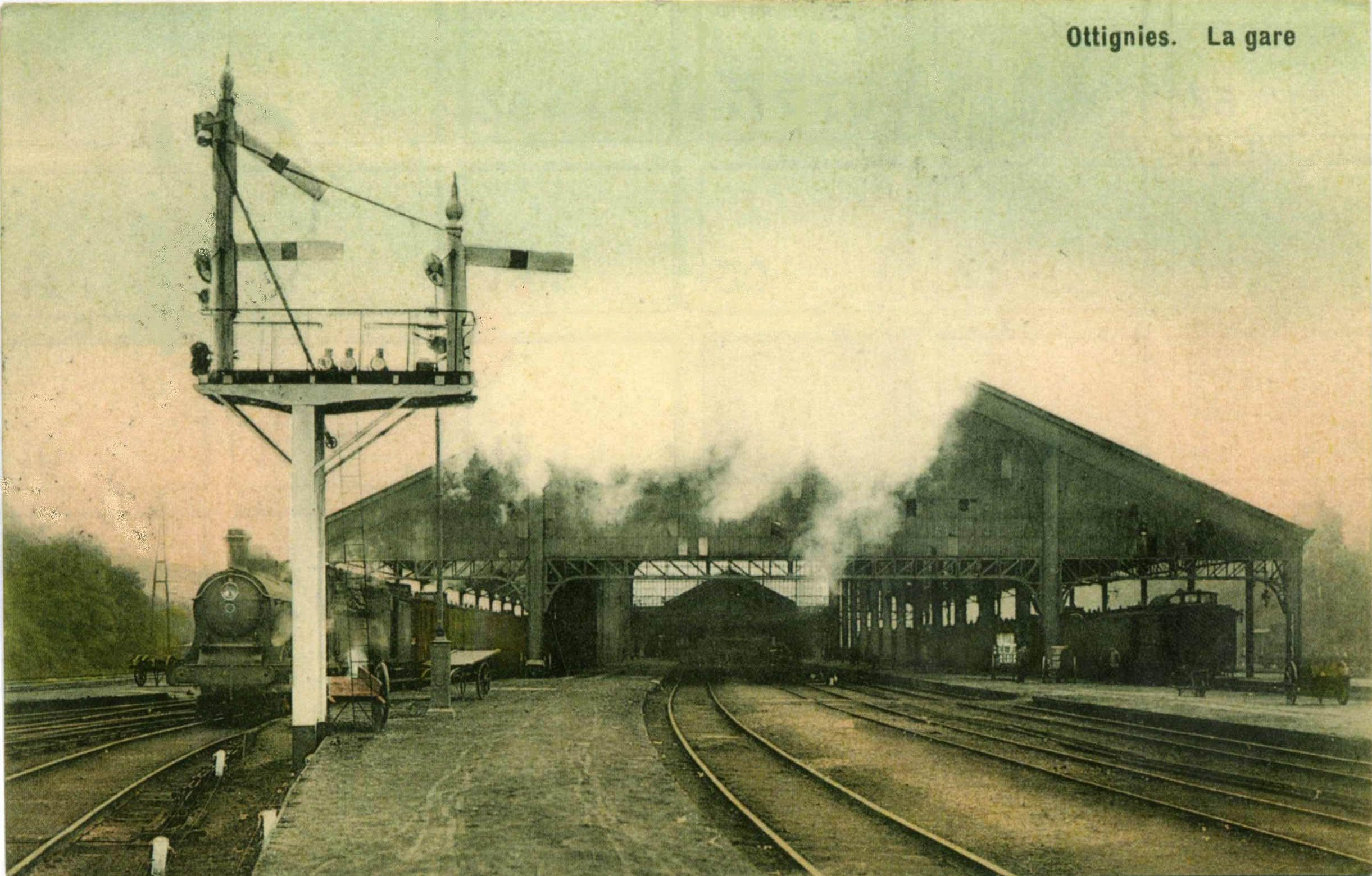
L'ancienne gare d'Ottignies.
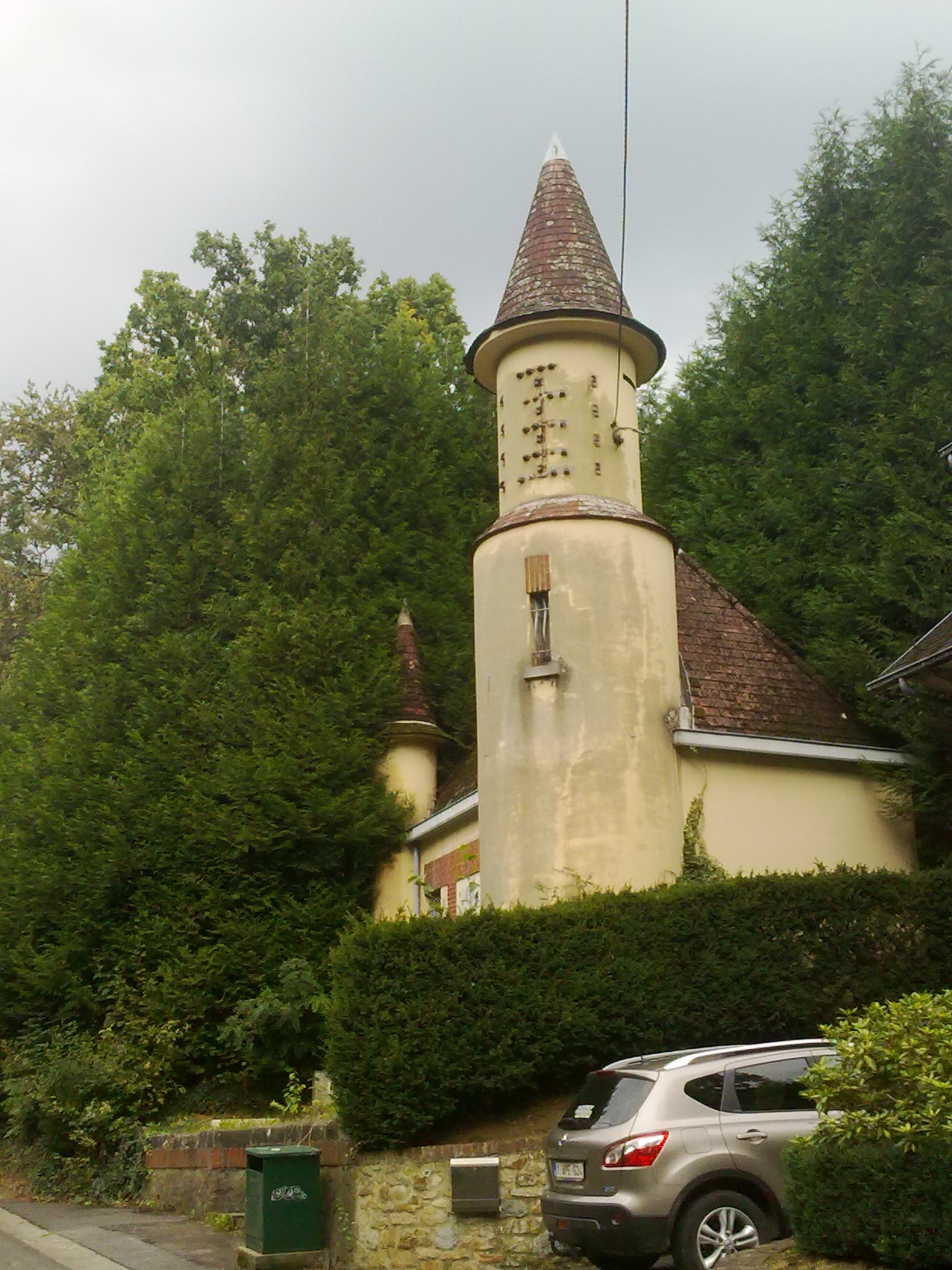
Transformateur électrique, avenue des Villas.
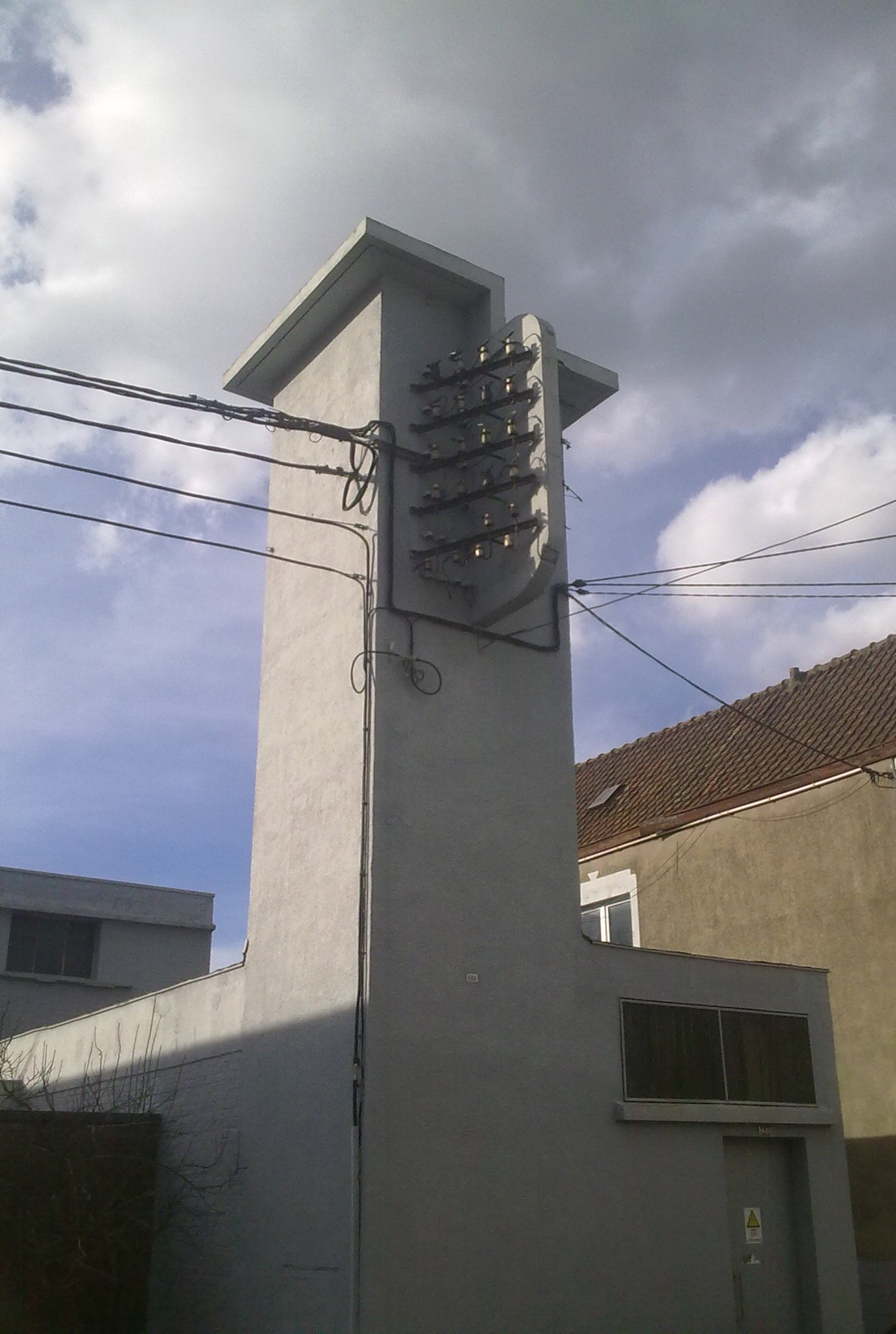
Cabine électrique et lignes aériennes, rue du Monument.

### Patrimoine funéraire
- Le cimetière du centre d'Ottignies
- Le cimetière des Coquerées
- La chapelle curé Huyberechts[5]

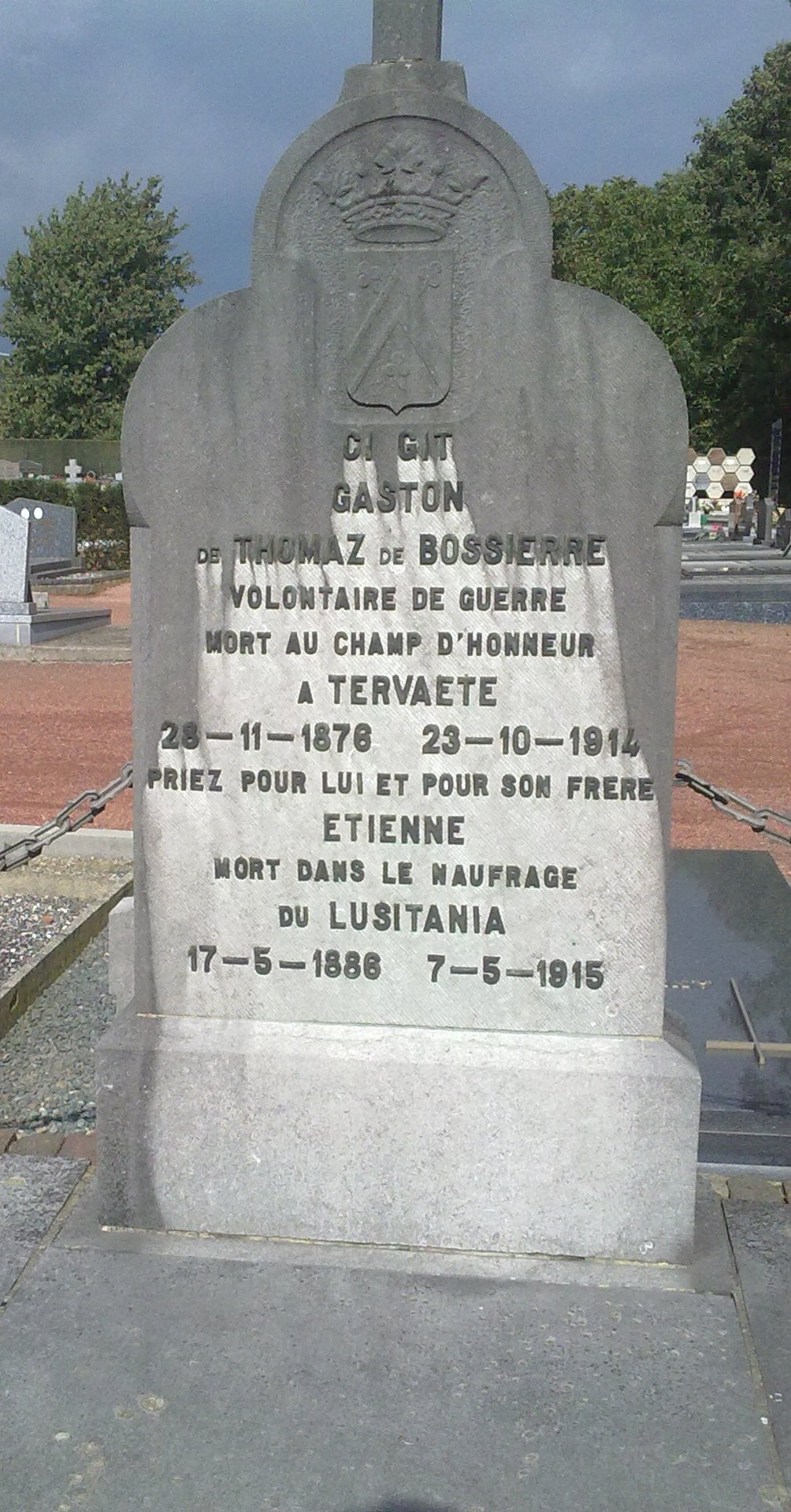
Sépulture des frères Thomaz de Bossière dont Étienne (1886-1915) mort dans le naufrage du Lusitania.
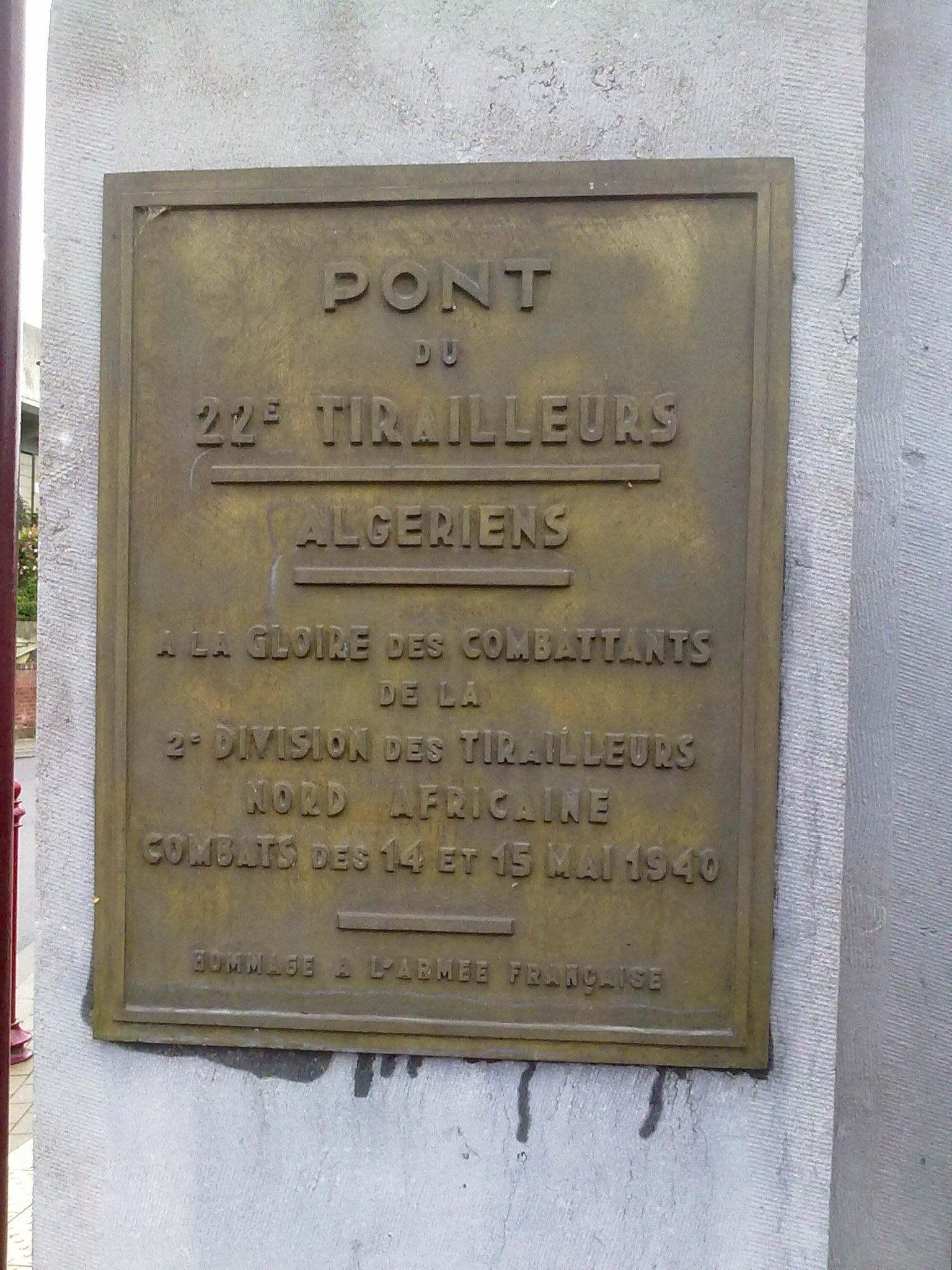
Souvenirs du combat des soldats algériens[6] en mai 1940.
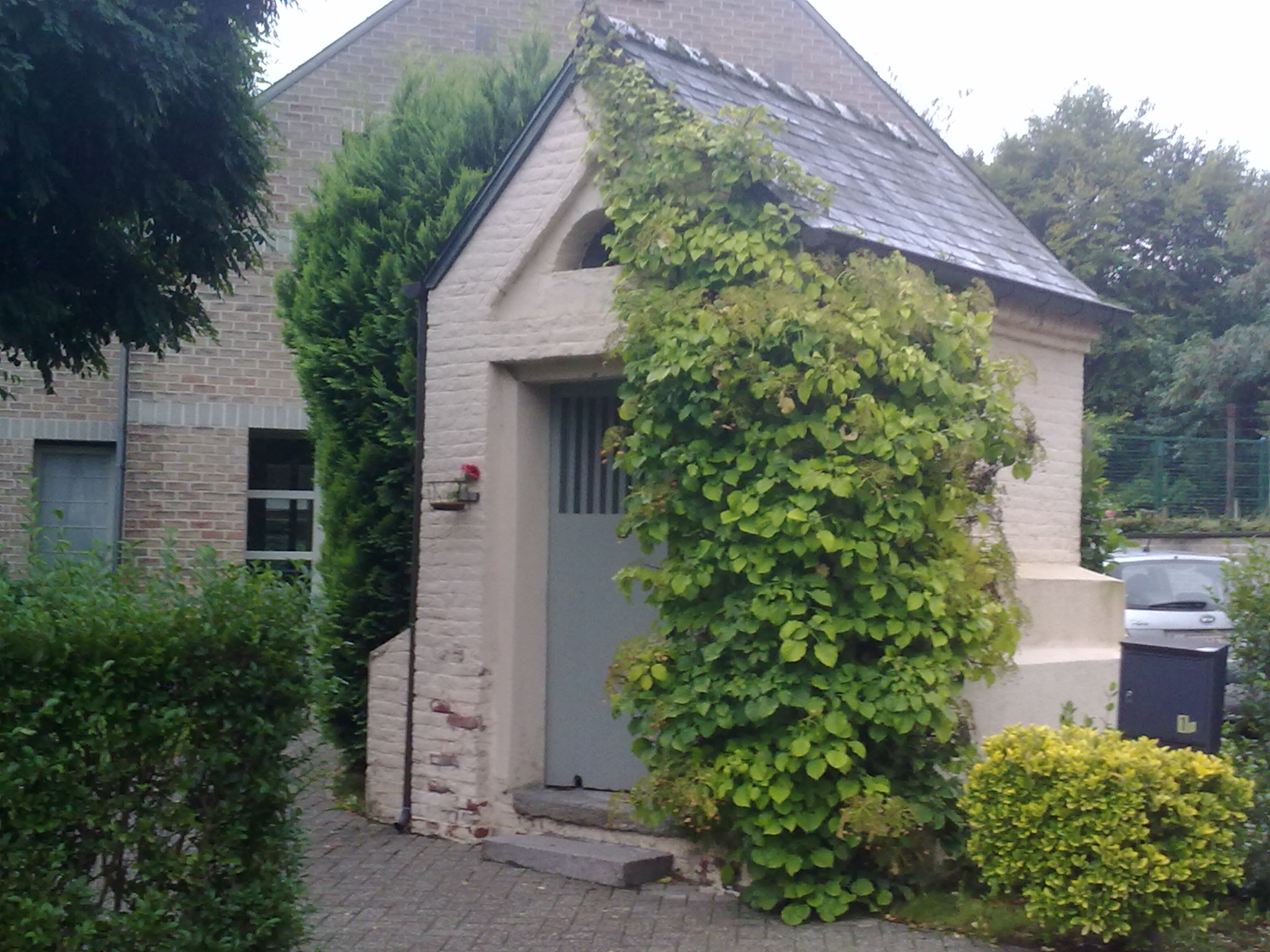
Chapelle Notre-Dame.
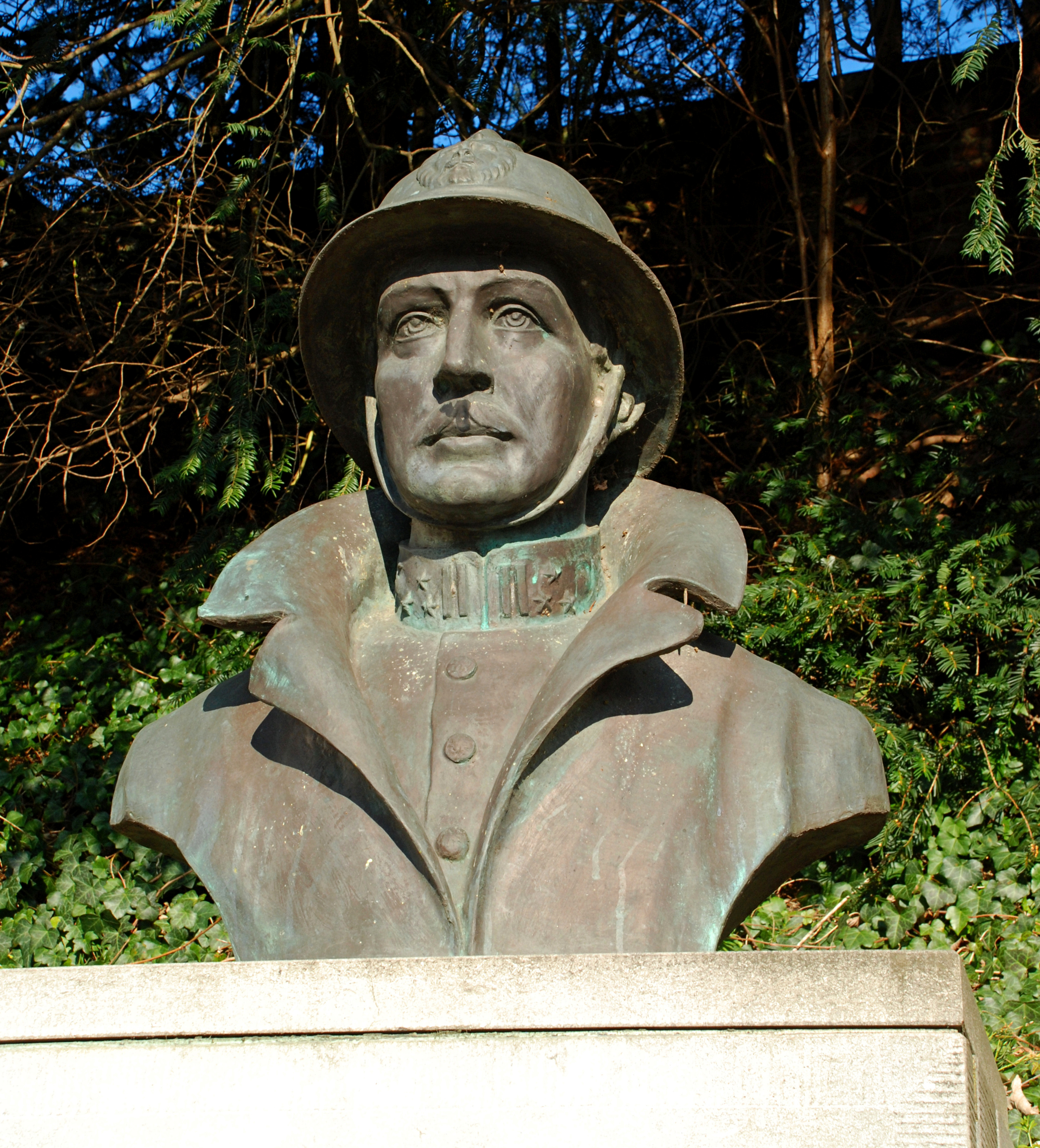
Buste du roi Albert.
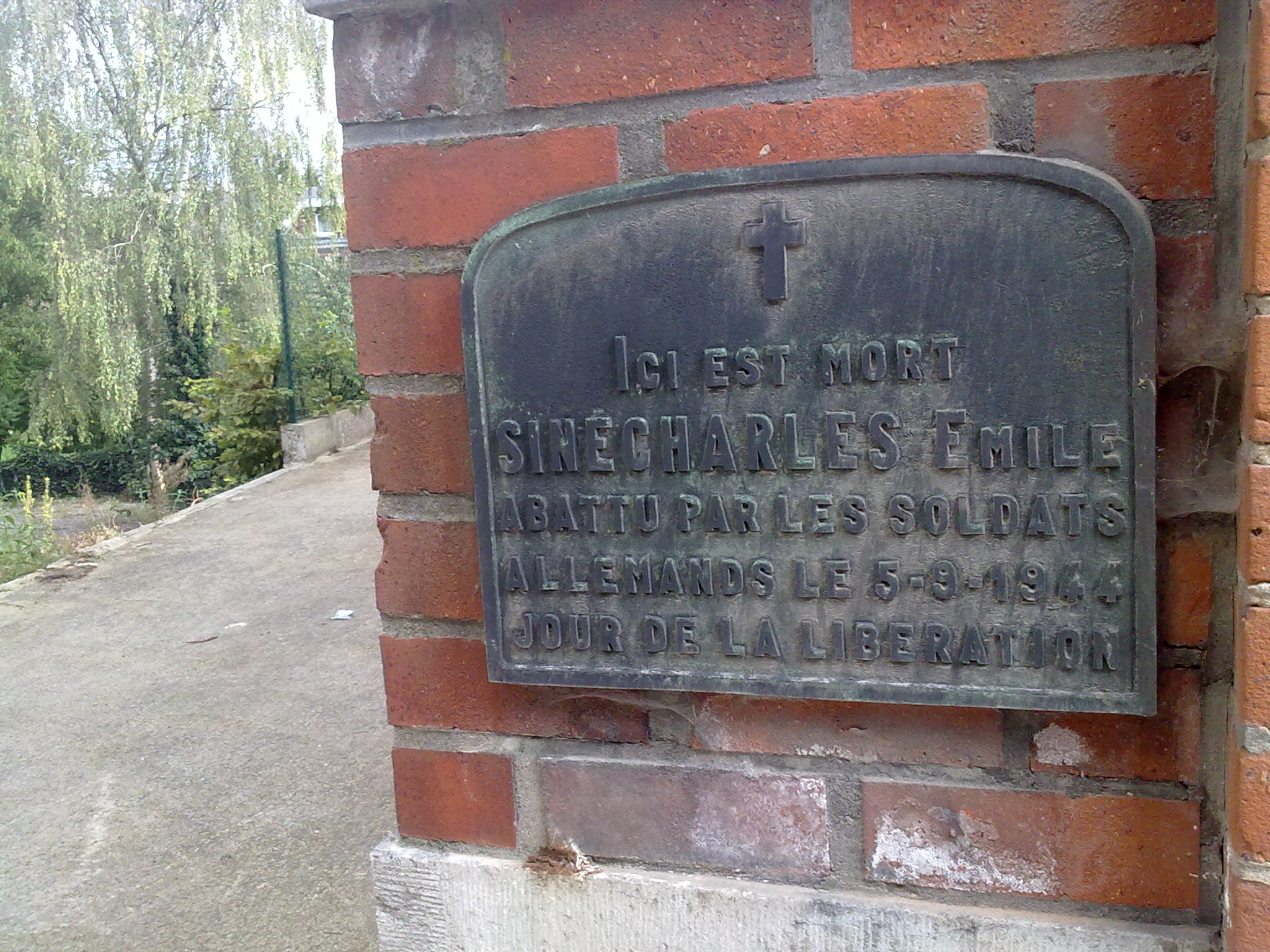
Hommage à E. Sinecharles tué le 5 septembre 1944.